# فيليب لازاريني
فيليب لازاريني (بالإنجليزية: Philippe Lazzarini)‏‏ (1964 - ) اقتصادي، وإداري يحمل مواطنة سويسرا وإيطاليا. يعمل منذ مارس 2020 مفوضًا عامًا لوكالة الأمم المتحدة لإغاثة وتشغيل لاجئي فلسطين في الشرق الأدنى. بدأ لازاريني العمل لدى الأمم المتحدة في عام 2003، وقدم خدماته من خلال العديد من المناصب. وكان آخرها منصب نائب المنسق الخاص والمنسق المقيم والإنساني في مكتب منسق الأمم المتحدة الخاص في لبنان قبل تعيينه مفوضًا عامًا للوكالة.
يحمل لازاريني درجة البكالوريوس في الاقتصاد من جامعة نوشاتيل، ودرجة الماجستير في إدارة الأعمال من كلية الأعمال والاقتصاد بجامعة لوزان.